# Matthes Behlen
Matthes Behlen (* 3. März 1960) ist ein ehemaliger deutscher Volleyballspieler und heutiger -trainer.

## Karriere
Behlen ist seit 1976 beim Kieler Randverein SC Strande (bis 1982 als TSV Schilksee) aktiv, zunächst als Spieler und seit 1978 als Spielertrainer. Hier gelang ihm 1981 der Aufstieg in die Verbandsliga Schleswig-Holstein. Von 1988 bis 1990 spielte er mit der Mannschaft in der Oberliga HH/SH und von 1993 bis 1997 sowie 1999/2000 in der Regionalliga Nord. Parallel dazu trainierte er zahlreiche Jugendmannschaften und war Auswahltrainer des Schleswig-Holsteinischen Volleyballverbands. Mit der Strander Seniorenmannschaft erreichte er 2009 bei den Deutschen Ü47-Meisterschaften in Fellbach Platz drei.
Anschließend war Behlen Trainer der Regionalliga-Männer des Kieler MTV („KMTV Eagles 2“). Von 2018 bis 2022 war er Cheftrainer beim Zweitligisten Kieler TV („KTV-Adler“), mit dem er 2021 die Vizemeisterschaft der 2. Bundesliga Nord gewann.
Seit Juni 2023 ist Behlen Vizepräsident des Schleswig-Holsteinischen Volleyballverbands (SHVV).

## Privates
Behlen ist Lehrer am Gymnasium Altenholz. Er ist verheiratet und hat vier Kinder (David, Anna, Tim und Max), die auch im Volleyball bzw. Beachvolleyball aktiv sind.